# Młody Frankenstein
Młody Frankenstein – amerykańska komedia grozy z 1974 roku parodiująca wcześniejsze ekranizacje powieści „Frankenstein” Mary Shelley.
Film otrzymał nagrodę Hugo w kategorii najlepsza prezentacja dramatyczna w 1975 roku.
Scenariusz doczekał się inscenizacji musicalowej.

## Główne role
- Gene Wilder – Dr Frankenstein
- Peter Boyle – Stwór
- Marty Feldman – Igor
- Cloris Leachman – Frau Blücher
- Teri Garr – Inga
- Madeline Kahn – Elizabeth
- Gene Hackman – Ślepiec
- Mel Brooks – Wilkołak/Kot/Victor Frankenstein (głos)

## Fabuła
Frederick, neurochirurg, wnuk doktora Frankensteina, przez wiele lat wypierał się pokrewieństwa ze swoim kontrowersyjnym krewnym. Pewnego dnia dowiaduje się, że odziedziczył posiadłość swojego dziadka, leżącą w Transylwanii. Po przybyciu na miejsce odkrywa notatki swojego przodka dotyczące eksperymentu ożywienia ludzkiego ciała. Mimo początkowego sceptycyzmu postanawia przeprowadzić eksperyment do końca.